# Chrysta Bell
Chrysta Bell (właśc. Chrysta Bell Zucht; ur. 20 kwietnia 1978 w San Antonio) – amerykańska wokalistka, modelka i aktorka.
Karierę w show businessie zaczęła od występów wokalnych i aktorskich w reklamach dla lokalnej telewizji i niewielkiej roli w filmie Dawno temu w Chinach 6 (Once Upon a Time in China and America). Pod koniec lat 90. XX w. przeniosła się z San Antonio do Austin, aby występować w jazzowym zespole 8½ Souvenirs, z którym nagrała dwie płyty i wystąpiła na festiwalu Austin City Limits. 
Od 1999 do śmierci reżysera w 2025 współpracowała jako wokalistka z Davidem Lynchem, co zaowocowało albumami This Train, Cellophane Memories i EP Somewhere in the Nowhere. Wykonała m.in. utwór Polish Poem ze ścieżki dźwiękowej do filmu Inland Empire, a w 2017 zagrała agentkę FBI Tamarę Preston w serialu Twin Peaks. 
W powstawaniu jej LP We Dissolve brali udział Adrian Utley z Portishead, Geoff Downes (Yes, Asia) i Stephen O’Malley z Sunn O))). W utworach She Knew i So Much Love z Cellophane Memories zagrał na syntezatorze Angelo Badalamenti. Oprócz czterech płyt z autorskim materiałem nagrała w 2021 wraz z Markiem Collinem z Nouvelle Vague album Strange As Angels z coverami The Cure.
Jako modelka pojawiła się na okładce włoskiego wydania Vogue i książki Larry’ego Finka Somewhere There’s Music.
Koncertowała w Polsce solowo w 2018 (klub Smolna w Warszawie) i 2019 (Praga Centrum w Warszawie) oraz z Collinem we Wrocławiu w 2021.

## Dyskografia

### Albumy studyjne
- 2011 - This Train (z Davidem Lynchem)
- 2017 - We Dissolve
- 2019 - Feels Like Love
- 2021 - Strange as Angels (z Markiem Collinem)
- 2021 - Bitter Pills & Delicacies
- 2022 - Midnight Star
- 2024 - Cellophane Memories (z Davidem Lynchem)

### EP
- 2016 - Somewhere in the Nowhere (z Davidem Lynchem)
- 2018 - Chrysta Bell

### Albumy studyjne z 8½ Souvenirs
- 1998 - Happy Feet
- 1999 - Twisted Desire